# HMP Belmarsh
His Majesty’s Prison Belmarsh (HMP Belmarsh) ist ein Hochsicherheitsgefängnis im Stadtteil Thamesmead des Stadtbezirks Royal Borough of Greenwich in der britischen Hauptstadt London. Die Haftanstalt mit einer Kapazität für 910 Häftlinge wird von His Majesty’s Prison Service, der obersten Strafvollzugsbehörde in England und Wales, betrieben.

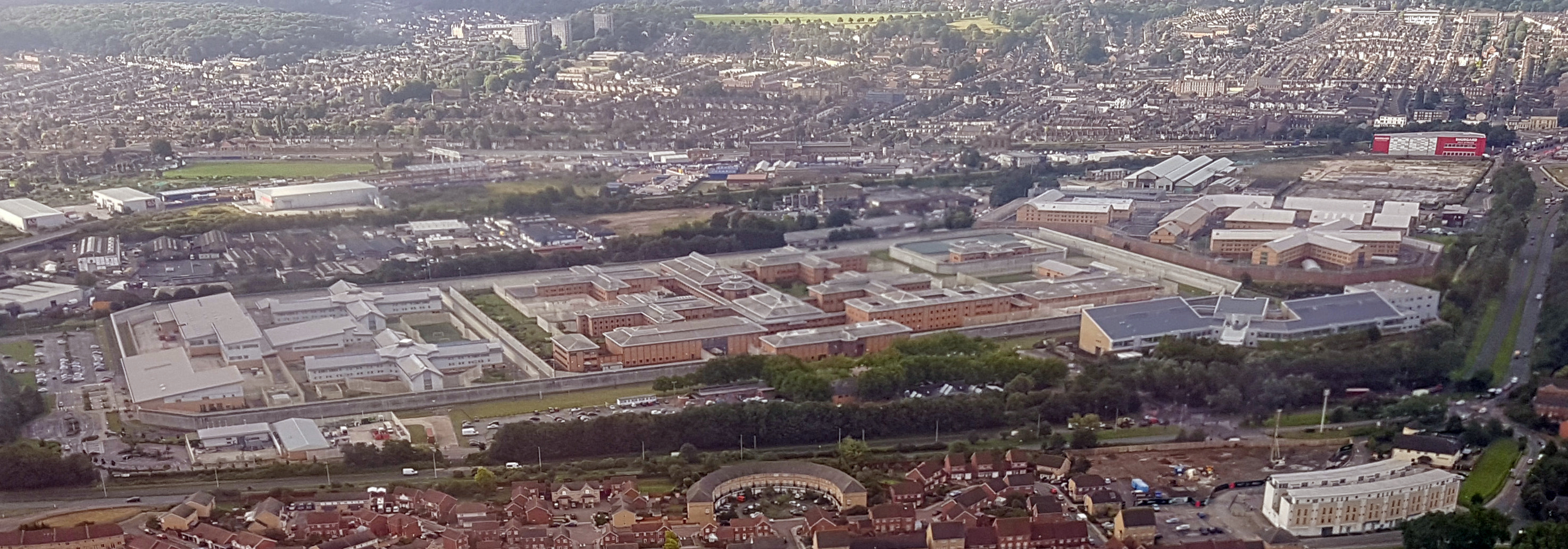
Blick auf die Haftanstalt Belmarsh (Mitte), links davon HMP Isis, rechts daneben HMP Thameside

Das am 2. April 1991 in Betrieb genommene Gefängnis dient hauptsächlich als Regional- und Untersuchungsgefängnis für den Central Criminal Court in London sowie die Bezirksgerichte im südöstlichen London. Zudem dient es auch für Gerichte im südwestlichen Teil der Grafschaft Essex als Lokal- und Untersuchungsgefängnis. Auf dem weitläufigen Gefängnisgelände gibt es zudem Hochsicherheitsabteilungen (Category A), in denen Häftlinge untergebracht sind, die von den Strafvollzugsbehörden als besonders gefährlich eingestuft werden. In diesen Abteilungen werden Straftäter aus ganz Großbritannien untergebracht.
Die Journalisten Kai Biermann und Holger Stark schreiben auf Zeit Online: „Das Hochsicherheitsgefängnis Belmarsh, im Südosten Londons gelegen, wurde einst für Terroristen und andere Schwerverbrecher gebaut, ehemalige Kämpfer der nordirischen IRA sitzen hier ein und berüchtigte Islamisten. Wegen der harten Haftbedingungen wird das Gefängnis auch die ‚britische Version von Guantánamo Bay‘ genannt.“
Von April 2019 bis Juni 2024 war der australische Journalist und Whistleblower Julian Assange im HMP Belmarsh in Auslieferungshaft inhaftiert. Aktivisten kritisierten in dieser Zeit mehrfach die dortigen Haftbedingungen, der UN-Sonderberichterstatter Nils Melzer erhob den Vorwurf, Assange sei während seiner Haftzeit psychisch gefoltert worden. Am 23. März 2022 heiratete er in der Haftanstalt seine Partnerin und Mutter seiner beiden jüngsten Söhne, Stella Moris. Im Juni 2024 wurde Assange im Rahmen einer Einigung mit der US-amerikanischen Staatsanwaltschaft freigelassen.